# SE Juventude
Der Sociedade Esportiva Juventude, auch als Juventude Samas oder Juventude-MA bekannt, ist ein Fußballverein aus São Mateus do Maranhão im brasilianischen Bundesstaat Maranhão.
Aktuell spielt der Verein in der vierten brasilianischen Liga, der Série D.

## Erfolge
- Staatsmeisterschaft von Maranhão – 2nd Division: 2019
- Staatspokal von Maranhão: 2019

## Stadion
Der Verein trägt seine Heimspiele im Estádio Municipal Marcos Pinheiro Neto in São Mateus do Maranhão aus. Das Stadion hat ein Fassungsvermögen von 2000 Personen.

## Trainerchronik
Stand: 28. Juni 2021
| Trainer            | Nation    | von              | bis             |
| ------------------ | --------- | ---------------- | --------------- |
| Vinícius Saldanha  | Brasilien | 12. Oktober 2018 | 1. Juni 2019    |
| Marlon Cutrim      | Brasilien | 7. August 2019   |                 |
| Leandro Campos     | Brasilien | 3. November 2020 | 28. Januar 2021 |
| Marcinho Guerreiro | Brasilien | Juni 2021        |                 |